# Hydroptila xella
Hydroptila xella är en nattsländeart som beskrevs av Ross 1941. Hydroptila xella ingår i släktet Hydroptila och familjen smånattsländor. Inga underarter finns listade i Catalogue of Life.